# Drávatamási
Drávatamási (horvátul: Tomašin) község Somogy vármegyében, a Barcsi járásban.

## Fekvése
Barcstól délkeletre, majdnem közvetlenül a Dráva partján fekszik, közvetlenül a déli (magyar-horvát) országhatár mellett. A szomszédos települések a határ magyar oldalán: nyugat felől a ma már Barcshoz tartozó Drávapálfalva, észak felől Darány, északkelet felől Kastélyosdombó, kelet felől pedig Drávagárdony. Délen a legközelebbi település a Dráva túlpartján, szinte pontosan átellenben fekvő horvátországi Újgrác (Novi Gradac).

### Megközelítése
Közúton a Harkány-Sellye-Darány közti 5804-es úton érhető el, az említett települések irányából, Kastélyosdombó nyugati határszélén leágazva, az 58 161-es számú mellékúton.
A falu határában húzódik, sőt a településen is áthalad az EuroVelo nemzetközi kerékpárút-hálózat 13. számú, „Vasfüggöny” útvonalának horvát-magyar határ menti szakasza, amelynek itt ér véget a Barcsról induló 2. számú etapja, és itt kezdődik a Drávasztáráig tartó 3. etap.

## Története
Drávatamási nevét 1468-ban említette először oklevél, ekkor Batthyány Péter fia, Benedek, nyerte új adományként.
1483-ban már Korotnai János birtokaként említették, 1490-ben pedig már a Meggyesaljai Mórocz családot említették birtokosaként. 1550-ben az adólajstromban Zennessy Ferenc szerepelt földesuraként.
Az 1554 évi török kincstári adójegyzék szerint 9, az 1565-1566 évi szerint 12, 1571-ben pedig 17 házból állt.
1598-1599-ben Batthyány Kristóf birtoka, 1692-ben pedig a Daby és a Géczy családok birtoka volt. 1726-ban Madarász László, 1757-ben Bakó László és Ádám, majd 1776-ban Bakó Mihály volt a földesura. A 19. század közepén a Bakó család itteni birtokai házasság révén Thassy Károlyra szálltak, aki 1856-ban volt Tamási birtokosa, tőle Gyula, majd pedig Elemér örökölte. A Bakó család építtette a községbeli régi kúriát is, melyet 1900-ban Thassy Elemérné alakíttatott át.
1910-ben 670 lakosából 658 magyar, 4 horvát volt. Ebből 547 római katolikus, 119 református, 4 evangélikus volt.

## Közélete

### Polgármesterei
- 1990–1994: Csamári József (független)[5]
- 1994–1998: Csamári József (független)[6]
- 1998–2002: Csamári József (független)[7]
- 2002–2006: Üveges Zoltán (független)[8]
- 2006–2010: Üveges Zoltán (független)[9]
- 2010–2014: Sabacz József (független)[10]
- 2014–2019: Sabacz József (független)[11]
- 2019–2024: Sabacz József (Fidesz-KDNP)[12]
- 2024– : Sabacz József (Fidesz-KDNP)[1]

## Népesség
A település népességének változása:
| Lakosok száma | 401  | 407  | 410  | 360  | 336  | 327  | 303  |
|               | 2013 | 2014 | 2015 | 2021 | 2022 | 2023 | 2024 |

A 2011-es népszámlálás során a lakosok 49,7%-a magyarnak, 6% cigánynak, 13,5% horvátnak, 0,5% németnek, 0,3% szerbnek mondta magát (45,6% nem nyilatkozott; a kettős identitások miatt a végösszeg nagyobb lehet 100%-nál). A vallási megoszlás a következő volt: római katolikus 34,7%, református 4,7%, felekezet nélküli 1,8% (57,8% nem nyilatkozott).
2022-ben a lakosság 91,7%-a vallotta magát magyarnak, 17% horvátnak, 5,4% cigánynak, 1,8% németnek, 0,3% lengyelnek, 3,6% egyéb, nem hazai nemzetiségűnek (7,1% nem nyilatkozott; a kettős identitások miatt a végösszeg nagyobb lehet 100%-nál). Vallásuk szerint 30,4% volt római katolikus, 4,5% református, 1,8% egyéb keresztény, 1,8% egyéb katolikus, 20,8% felekezeten kívüli (40,8% nem válaszolt).

## Nevezetességei
- Római katolikus templom
- Tájház
- a falu határában fekvő ártéri erdők és rétek, a Duna–Dráva Nemzeti Park kezelésében